# Economía de Guayana Francesa
La economía de la Guyana Francesa está ligada estrechamente a la de Francia a través de subsidios y las importaciones. Además los ingresos del centro espacial francés de Kourou, la pesca y la silvicultura son las actividades económicas más importantes. Las grandes reservas de maderas duras tropicales, no se explotan plenamente, es una industria en expansión que ofrece troncos de aserradero para su exportación. La producción en cultivos se limita a la zona costera, donde la población se concentra principalmente, el arroz y la yuca son dos de los cultivos principales. La Guayana Francesa es altamente dependiente de las importaciones de alimentos y energía. El desempleo es un problema grave, especialmente entre los trabajadores más jóvenes.

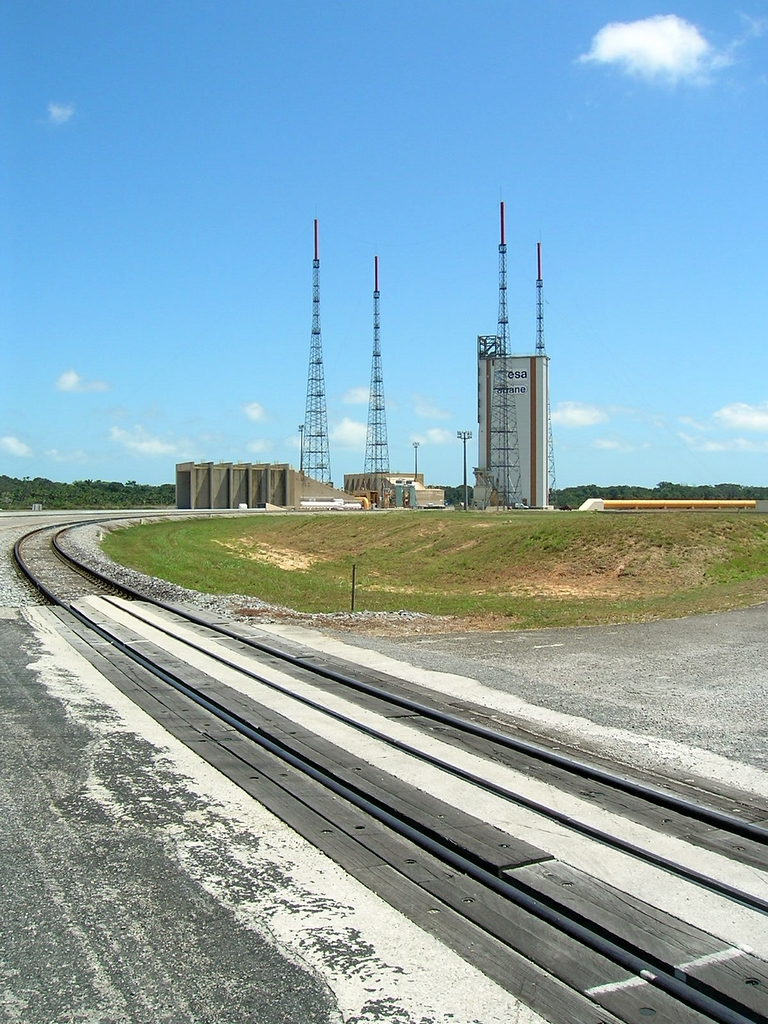
Rampa de lanzamiento espacial en la Guayana francesa

Es altamente dependiente de la Francia continental para las subvenciones, el comercio y las mercancías. Las principales industrias son la pesca (que representa las tres cuartas partes de las exportaciones extranjeras), la extracción de oro y madera. Además, el Centro Espacial de Guyana en Kourou genera el 25% del PIB y emplea a unas 1.700 personas.
Existen muy pocas industrias manufactureras. La agricultura está poco desarrollada y se limita principalmente a la zona cerca de la costa.- El azúcar y el banano también son dos de los principales cultivos comerciales. El turismo, especialmente el ecoturismo, está creciendo. El desempleo es un problema importante, oscilando entre el 20% y el 30%.
En 2006, el PIB per cápita de la Guayana Francesa al tipo de cambio de mercado, no en PPP, fue de 13.800 € (17.380 dólares EE. UU.), que fue del 48% del PIB promedio per cápita de la Francia metropolitana de ese año.

## Datos básicos
- PIB: tipo de cambio - EE. UU. 3,52 mil millones dólares (en 2005)[3]

- PIB - Tasa de crecimiento real: 6,4% (en 2006)[3]

- PIB - per cápita: tipo de cambio - 17.336 dólares EE. UU. (en 2006)[3]

- PIB - composición por sector:
  - agricultura: NA%
  - industria: NA%
  - servicios: NA%

- Población bajo el umbral de la pobreza: NA%

- - Ingreso o consumo por porcentaje:
  - 10% más pobre: NA%
  - más del 10%: NA%

- Tasa de inflación (precios al consumidor): 1% (2002)

- Fuerza laboral: 58.800 (1997)

- - Fuerza laboral - por ocupación: servicios, gobierno y comercio 60,6% la industria 21,2% , la agricultura 18,2% (1980)

- Tasa de desempleo: 19,2% (2001 est)

- Presupuesto:
  - ingresos: $ 135,5 millones
  - Gastos: $ 135,5 millones, incluyendo gastos de capital de US $ 105 millones (1996)

- Industrias: construcción, procesamiento de camarones, productos forestales, el ron, la minería de oro

- tasa de crecimiento de la producción industrial: NA%

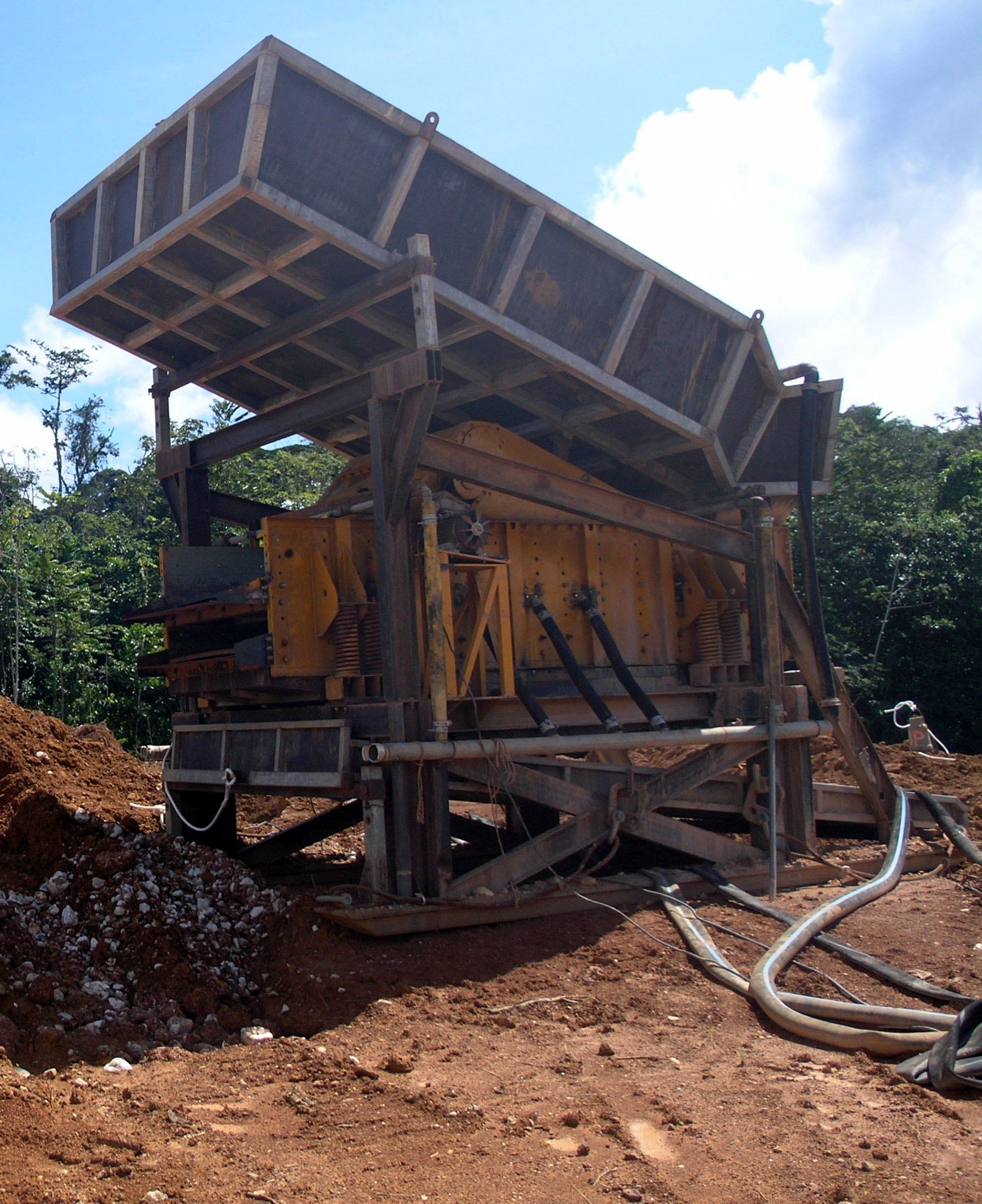
Explotación de la Minería en la Guayana Francesa

- Electricidad - producción: 465,2 GWh (2003)

- Electricidad - producción por fuente:
  - combustibles fósiles: 100%
  - hidroeléctrica: 0%
  - nuclear: 0%
  - otros: 0% (1998)

- Electricidad - consumo: 432,6 GWh (2003)

- Electricidad - exportaciones: 0 kWh (2003)

- Electricidad - importaciones: 0 kWh (2003)

- Agricultura - productos: arroz, yuca (tapioca), azúcar, cacao, hortalizas, banano, ganado vacuno, cerdos, aves de corral

- Exportaciones: EE. UU. $ 1.501 millones (en 2006)[3]

- Exportaciones - productos: camarón, la madera, el oro, el ron, palo de rosa esencia, prendas de vestir

- Exportaciones - socios: Francia 62%, Suiza 7%, Estados Unidos 2% (2004)

- Importaciones: $ 1.693 millones de EE. UU. (en 2006)[3]

- Importaciones - productos: alimentos (granos, carne procesada), maquinaria y equipo de transporte, combustibles y productos químicos

- Importaciones - socios: Francia 63%, Estados Unidos, Trinidad y Tobago e Italia (2004)

- Deuda - externa: $ 800,3 millones (1988)

- Ayuda económica - beneficiario: $ NA

- Moneda: 1 euro (signo de moneda: €; código bancario: EUR) = 100 ciento

- Los tipos de cambio: Véase: Euro # Euro_exchange_rate

- Ejercicio económico: año natural